# Коваль, Александра Андреевна
Александра Андреевна Коваль (укр. Олександра Андріївна Коваль; род. 20 октября 1957, Львов) — украинский культурный деятель.

## Биография
Окончила Львовский лесотехнический институт (1979), в 1980—1989 гг. работала там же, занимаясь разработкой систем очистки воздуха. Одновременно в 1986—1989 гг. одна из руководителей кооператива «Аэрос», проектировавшего и выпускавшего аэростаты для нужд метеорологии и рекламы.
С 1990 года в издательском бизнесе, в 1992—1997 гг. директор издательства «Просвіта» при львовском отделении одноимённого украинского культурно-просветительского общества; среди издательских проектов Коваль этого времени — шеститомное собрание сочинений Василя Стуса (1993—1996). В 1995 году была среди основателей Украинской ассоциации издателей и книгораспространителей.
В 1994 году основала Форум издателей во Львове, в 1995—2018 гг. президент общественной организации «Форум видавців», занимавшейся организацией этого форума, а также, с 1997 года, литературного фестиваля в его составе, всеукраинского конкурса детского чтения «Книгомания» (с 2007 года) и ряда других культурных проектов национального и международного значения. В 2016 году удостоена Премии имени Василя Стуса за вклад в украинскую культуру и гражданскую позицию. В 2018 году награждена Орденом княгини Ольги III степени в серии награждений по случаю Всеукраинского дня работников культуры.
В 2018 году Коваль выиграла конкурс на должность директора Украинского института книги, пообещав существенные реформы в государственной культурной политике — в частности, в программах «Украинская книга» и «Цифровая библиотека», — и усиление присутствия Украины на международных книжных форумах. В 2024 году выступила организатором государственной программы поддержки молодёжного чтения, в рамках которой каждый 18-летний украинец получил право на государственную субсидию для покупки книг: «Книги — это оружие, а Homo Legens — это универсальный солдат с амуницией, готовый к наступлению и к защите своей жизни, родины, дома, языка, культуры, идентичности, ценностей», — подчеркнула в связи с этим Коваль.